# Australsk skestork
Australsk skestork (latin: Platalea regia) er en storkefugl, der lever i Australien og nabolande.